# Hästbäcktjärnen, Medelpad
Hästbäcktjärnen är en sjö i Sundsvalls kommun i Medelpad och ingår i Indalsälvens huvudavrinningsområde.